# Arnold Kutzinski
Arnold Kutzinski (* 17. August 1879 in Berlin; † 26. Dezember 1956 in Jerusalem) war ein deutsch-jüdischer Neurologe und Psychiater.

## Leben
Arnold Kutzinski studierte Medizin an der Friedrich-Wilhelms-Universität Berlin, der Ludwig-Maximilians-Universität München und der Albert-Ludwigs-Universität Freiburg. Nach dem Staatsexamen promovierte er 1905 in Freiburg zum Dr. med. Anschließend ging er zu Karl Bonhoeffer an die Nervenklinik der Charité. Dort wurde er Oberarzt und wie sein Chef entschiedener Gegner der Psychoanalyse.
Nach dem Ersten Weltkrieg wurde er a. o. Professor für Psychiatrie an der Albertus-Universität Königsberg. Er trat mit deutschen und hebräischen Publikationen  gegen Sigmund Freud und Carl Gustav Jung hervor und befürwortete die Eugenik.
Anfang der 1930er-Jahre ging er in die Emigration nach Palästina. Er lebte in Tel Aviv.

## Schriften (Auswahl)
- Ueber nervoese Entartung bei den Juden. In: Ost und West, Oktober 1912, Sp. 905–910